# Cerkiew Cudu św. Michała Archanioła w Chołowicach
Cerkiew pw. św. Michała Archanioła w Chołowicach – greckokatolicka, filialna cerkiew, zbudowana w 1897, obecnie Kościół Pojednania pw. Ducha Świętego.
Budowla murowana, trójdzielna, z dużą kruchtą od frontu. Wyższa i szersza nawa zwieńczona dużą kopułą na ośmiobocznym bębnie. Prezbiterium zamknięte trójbocznie, z dwiema zakrystiami. Nad kruchtą i babińcem dachy dwuspadowe, w pozostałej części wielopołaciowe. Cerkiew należała do parafii greckokatolickiej w Olszanach.
Podczas II wojny światowej pogranicznicy sowieccy urządzili w kopule punkt obserwacyjny. Podczas wycofywania się spalili cerkiew.
Wejście na plac cerkiewny przez kamienną dzwonnicę-bramę, wzniesioną w latach 30. XX w. Na dzwonnicy wolno stojącej 3 dzwony odlane w 1991 r. w ludwisarni Walerii i Jana Felczyńskich w Przemyślu.
1. 70 kg z napisem: Imię moje Maria. Pamięci mojej matki. Chołowice 1991.
2. 100 kg z napisem: Imię moje Anna. Pamięci żony Anny Szuban. Chołowice 1991.
3. 220 kg z napisem: Dla upamiętnienia wizyty Jana Pawła II na przemyskiej ziemi. 1.06.1991.

W latach 1993–1996 cerkiew została odbudowana w pierwotnym kształcie jako Kościół Pojednania pw. Ducha Świętego. Jest kościołem filialnym parafii w Krasiczynie. We wnętrzu Krzyż Pojednania oraz polichromia obrazująca działalność Ducha Świętego, wykonana przez muzułmanina Timura Karima.
Obok wejścia do świątyni ocalałe fragmenty kamiennych nagrobków z dawnego cmentarza.

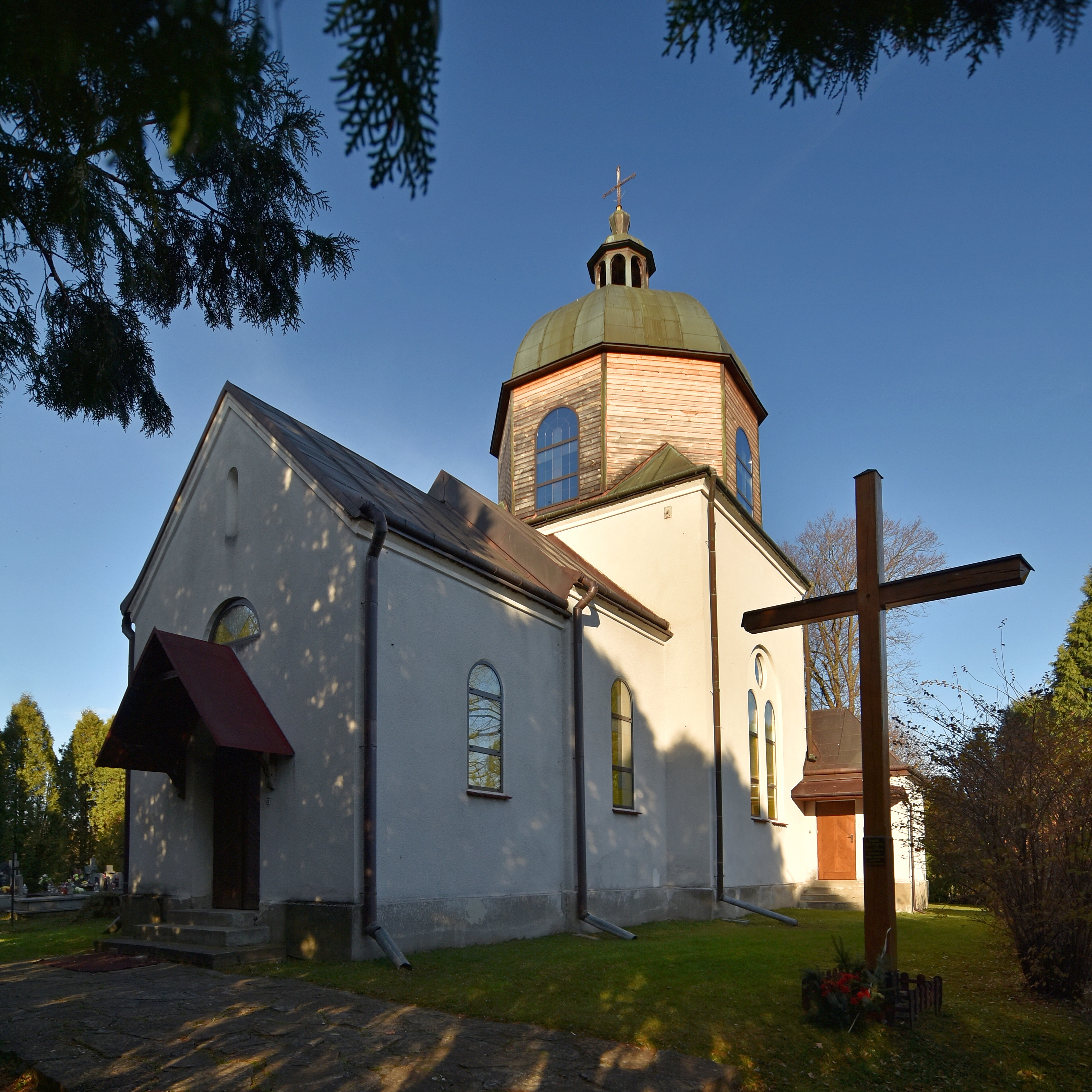
Elewacja frontowa
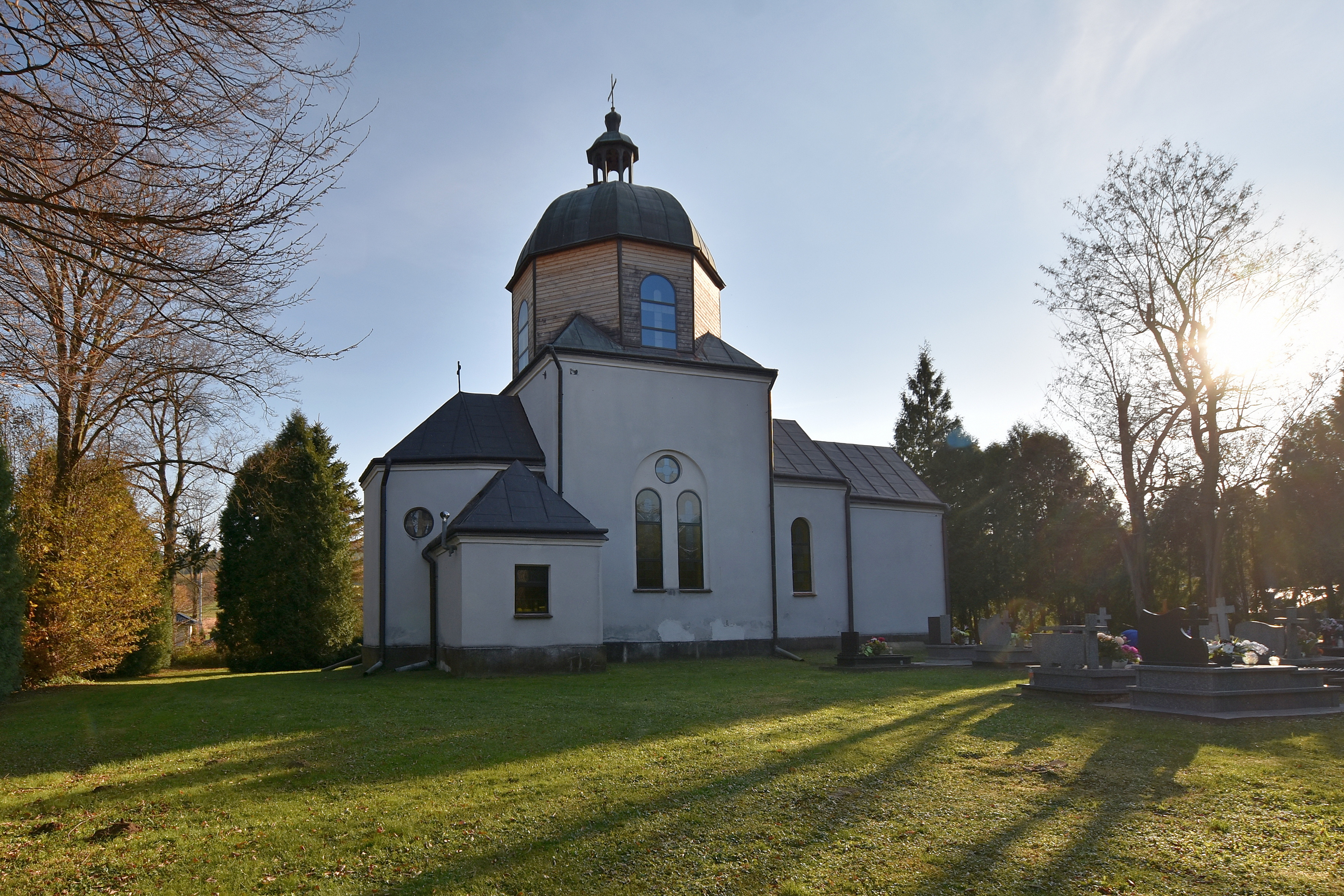
Elewacja północna
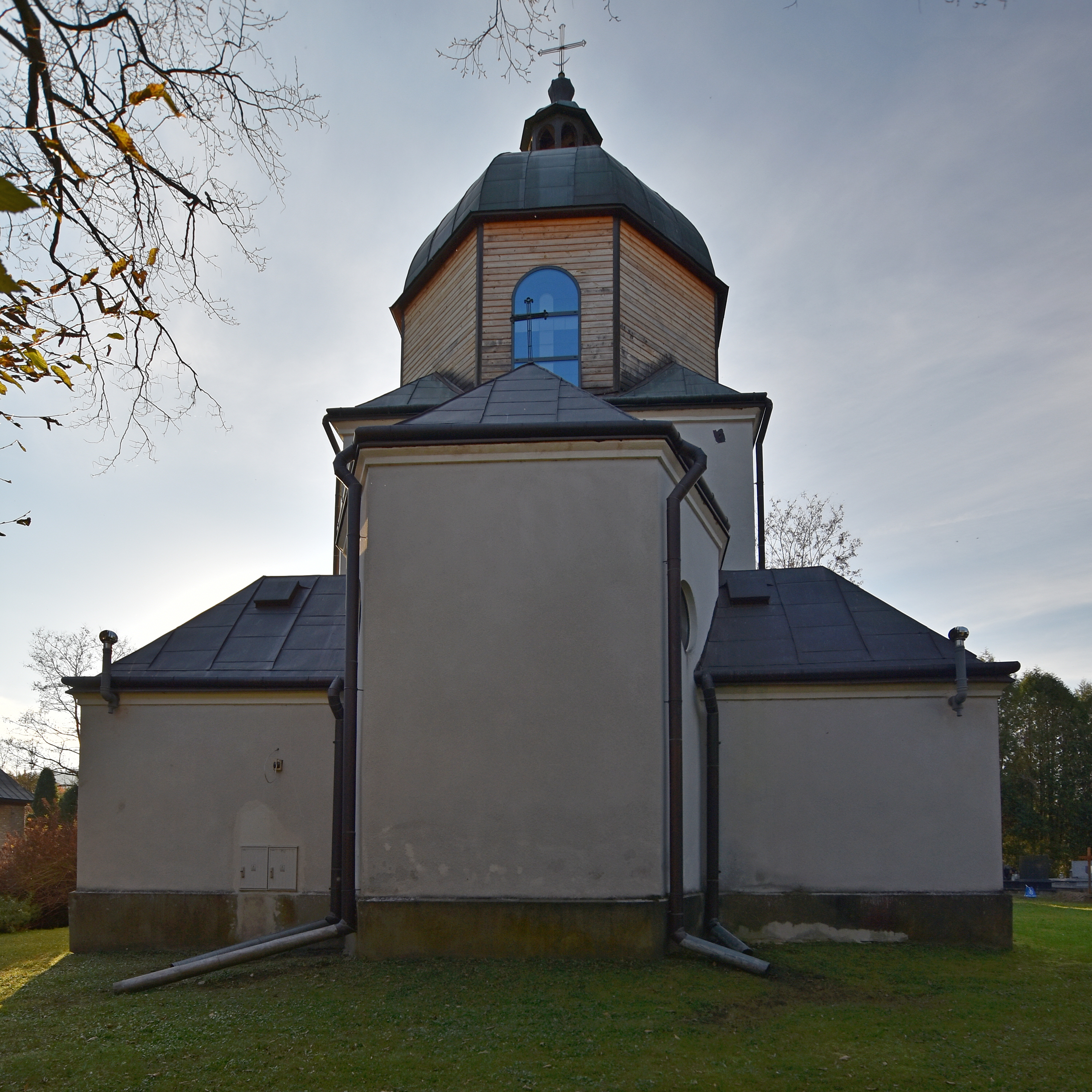
Widok od strony prezbiterium